# Coppa Libertadores 1975
La Coppa Libertadores 1975 fu la 16ª edizione della massima competizione calcistica sudamericana per club. Il Club Atlético Independiente conquistò il suo quarto titolo consecutivo, record mai più eguagliato.

## Squadre qualificate
- Argentina
  - Independiente	(Campione Coppa Libertadores 1974)
  - Rosário Central (Campione Mini-Liga Pre-Libertadores 1974)
  - Newell's Old Boys (Vicecampione Mini-Liga Pre-Libertadores 1974)
- Bolivia
  - The Strongest	(Campione Campionato Boliviano 1974)
  - Jorge Wilsterman	(Vicecampione Campionato Boliviano 1974)
- Brasile
  - Vasco da Gama	(Campione Campeonato Brasileiro 1974)
  - Cruzeiro	(Vicecampione Campeonato Brasileiro 1974)
- Cile
  - Huachipato	(Campione Campionato Cileno 1974)
  - Unión Española	(Campione Mini-Liga Pre-Libertadores 1974)
- Colombia
  - Deportivo Cali	(Campione Campionato Colombiano 1974)
  - Atlético Nacional	(Vicecampione Campionato Colombiano 1974)
- Ecuador
  - LDU	(Campione Campionato Ecuadoriano 1974)
  - El Nacional	(Vicecampione Campionato Ecuadoriano 1974)
- Paraguay
  - Cerro Porteño	(Campione Campionato Paraguayano 1974)
  - Olimpia	(Vicecampione Campionato Paraguayano 1974)
- Perù
  - Universitário	(Campione Campionato Peruviano 1974)
  - Unión Huaral	(Vicecampione do Campionato Peruviano 1974)
- Uruguay
  - Peñarol	(Campione Campionato Uruguayano e della Mini-Liga Pre-Libertadores 1974)
  - Montevidéu Wanderers	(Vicecampione Mini-Liga Pré-Libertadores 1974)
- Venezuela
  - Deportivo Galicia	(Campione Campionato Venezuelano 1974)
  - Portuguesa	(Vicecampione Campionato Venezuelano 1974)

## Prima fase
L'Independiente, campione in carica, accede direttamente alle semifinali.

### Gruppo 1
| Squadra           | Pti | G | V | N | P | GF | GS | DR |
| ----------------- | --- | - | - | - | - | -- | -- | -- |
| Rosario Central   | 8   | 6 | 2 | 4 | 0 | 8  | 5  | 3  |
| Newell's Old Boys | 8   | 6 | 3 | 2 | 1 | 9  | 8  | 1  |
| Olímpia           | 7   | 6 | 2 | 3 | 1 | 7  | 5  | 2  |
| Cerro Porteño     | 1   | 6 | 0 | 1 | 5 | 5  | 11 | -6 |

| 28 febbraio 1975  |     |                   |  |          |
| Cerro Porteño     | 0–0 | Olímpia           |  | Asunción |
| Rosario Central   | 1–1 | Newell's Old Boys |  | Rosario  |
| 7 marzo 1975      |     |                   |  |          |
| Olímpia           | 2–0 | Newell's Old Boys |  | Asunción |
| Rosario Central   | 2–1 | Cerro Porteño     |  | Rosario  |
| 14 marzo 1975     |     |                   |  |          |
| Cerro Porteño     | 0–1 | Newell's Old Boys |  | Asunción |
| Rosario Central   | 1–1 | Olímpia           |  | Rosario  |
| 21 marzo 1975     |     |                   |  |          |
| Newell's Old Boys | 1–1 | Rosario Central   |  | Rosario  |
| Olímpia           | 2–1 | Cerro Porteño     |  | Asunción |
| 4 aprile 1975     |     |                   |  |          |
| Newell's Old Boys | 3–2 | Olímpia           |  | Rosario  |
| Cerro Porteño     | 1–3 | Rosario Central   |  | Asunción |
| 9 aprile 1975     |     |                   |  |          |
| Newell's Old Boys | 3–2 | Cerro Porteño     |  | Rosario  |
| Olímpia           | 0–0 | Rosario Central   |  | Asunción |
| Spareggio         |     |                   |  |          |
| 11 aprile 1975    |     |                   |  |          |
| Rosario Central   | 2–0 | Newell's Old Boys |  | Rosario  |

### Gruppo 2
| Squadra           | Pti | G | V | N | P | GF | GS | DR |
| ----------------- | --- | - | - | - | - | -- | -- | -- |
| Unión Española    | 9   | 6 | 3 | 3 | 0 | 17 | 5  | 12 |
| Huachipato        | 6   | 6 | 2 | 2 | 2 | 10 | 10 | 0  |
| The Strongest     | 6   | 6 | 2 | 2 | 2 | 8  | 11 | -3 |
| Jorge Wilstermann | 3   | 6 | 0 | 3 | 3 | 4  | 13 | -9 |

| 23 febbraio 1975  |     |                   |  |            |
| The Strongest     | 3–1 | Jorge Wilstermann |  | La Paz     |
| 26 febbraio 1975  |     |                   |  |            |
| Huachipato        | 0–0 | Unión Española    |  | Concepción |
| 5 marzo 1975      |     |                   |  |            |
| Jorge Wilstermann | 0–0 | Huachipato        |  | Cochabamba |
| 9 marzo 1975      |     |                   |  |            |
| The Strongest     | 1–0 | Huachipato        |  | La Paz     |
| 12 marzo 1975     |     |                   |  |            |
| Jorge Wilstermann | 1–1 | Unión Española    |  | Cochabamba |
| 16 marzo 1975     |     |                   |  |            |
| The Strongest     | 1–1 | Unión Española    |  | La Paz     |
| 26 marzo 1975     |     |                   |  |            |
| Jorge Wilstermann | 1–1 | The Strongest     |  | Cochabamba |
| Unión Española    | 7–2 | Huachipato        |  | Santiago   |
| 1º aprile 1975    |     |                   |  |            |
| Unión Española    | 4–1 | Jorge Wilstermann |  | Santiago   |
| 4 aprile 1975     |     |                   |  |            |
| Huachipato        | 4–0 | Jorge Wilstermann |  | Concepción |
| 8 aprile 1975     |     |                   |  |            |
| Unión Española    | 4–0 | The Strongest     |  | Santiago   |
| 11 aprile 1975    |     |                   |  |            |
| Huachipato        | 4–2 | The Strongest     |  | Concepción |

### Gruppo 3
| Squadra           | Pti | G | V | N | P | GF | GS | DR |
| ----------------- | --- | - | - | - | - | -- | -- | -- |
| Cruzeiro          | 7   | 6 | 3 | 1 | 2 | 10 | 9  | 1  |
| Deportivo Cali    | 6   | 6 | 2 | 2 | 2 | 5  | 5  | 0  |
| Atlético Nacional | 6   | 6 | 2 | 2 | 2 | 7  | 8  | -1 |
| Vasco da Gama     | 5   | 6 | 1 | 3 | 2 | 7  | 7  | 0  |

| 23 febbraio 1975  |     |                   |  |                |
| Deportivo Cali    | 0–0 | Atlético Nacional |  | Cali           |
| Cruzeiro          | 3–2 | Vasco da Gama     |  | Belo Horizonte |
| 9 marzo 1975      |     |                   |  |                |
| Atlético Nacional | 1–1 | Vasco da Gama     |  | Medellín       |
| Deportivo Cali    | 1–0 | Cruzeiro          |  | Cali           |
| 13 marzo 1975     |     |                   |  |                |
| Atlético Nacional | 1–2 | Cruzeiro          |  | Medellín       |
| Deportivo Cali    | 2–1 | Vasco da Gama     |  | Cali           |
| 23 marzo 1975     |     |                   |  |                |
| Vasco da Gama     | 1–1 | Cruzeiro          |  | Rio de Janeiro |
| Atlético Nacional | 2–1 | Deportivo Cali    |  | Medellín       |
| 6 aprile 1975     |     |                   |  |                |
| Cruzeiro          | 2–3 | Atlético Nacional |  | Belo Horizonte |
| Vasco da Gama     | 0–0 | Deportivo Cali    |  | Rio de Janeiro |
| 10 aprile 1975    |     |                   |  |                |
| Vasco da Gama     | 2–0 | Atlético Nacional |  | Rio de Janeiro |
| Cruzeiro          | 2–1 | Deportivo Cali    |  | Belo Horizonte |

### Gruppo 4
| Squadra           | Pti | G | V | N | P | GF | GS | DR |
| ----------------- | --- | - | - | - | - | -- | -- | -- |
| LDU Quito         | 9   | 6 | 3 | 3 | 0 | 12 | 7  | 5  |
| Portuguesa FC     | 6   | 6 | 1 | 4 | 1 | 5  | 8  | -3 |
| Deportivo Galicia | 5   | 6 | 1 | 3 | 2 | 7  | 6  | 1  |
| El Nacional       | 4   | 6 | 1 | 2 | 3 | 8  | 11 | -3 |

| 16 febbraio 1975  |     |                   |  |          |
| LDU Quito         | 3–1 | El Nacional       |  | Quito    |
| Deportivo Galicia | 0–0 | Portuguesa        |  | Caracas  |
| 23 febbraio 1975  |     |                   |  |          |
| LDU Quito         | 4–2 | Deportivo Galicia |  | Quito    |
| 26 febbraio 1975  |     |                   |  |          |
| El Nacional       | 0–0 | Deportivo Galicia |  | Quito    |
| 2 marzo 1975      |     |                   |  |          |
| El Nacional       | 5–1 | Portuguesa        |  | Quito    |
| 5 marzo 1975      |     |                   |  |          |
| LDU Quito         | 1–1 | Portuguesa        |  | Quito    |
| 9 marzo 1975      |     |                   |  |          |
| El Nacional       | 2–2 | LDU Quito         |  | Quito    |
| Portuguesa        | 1–1 | Deportivo Galicia |  | Acarigua |
| 16 marzo 1975     |     |                   |  |          |
| Deportivo Galicia | 0–1 | LDU Quito         |  | Caracas  |
| Portuguesa        | 1–0 | El Nacional       |  | Acarigua |
| 18 marzo 1975     |     |                   |  |          |
| Deportivo Galicia | 4–0 | El Nacional       |  | Caracas  |
| 19 marzo 1975     |     |                   |  |          |
| Portuguesa        | 1–1 | LDU Quito         |  | Acarigua |

### Gruppo 5
| Squadra              | Pti | G | V | N | P | GF | GS | DR  |
| -------------------- | --- | - | - | - | - | -- | -- | --- |
| Universitario        | 10  | 6 | 4 | 2 | 0 | 12 | 6  | 5   |
| Peñarol              | 8   | 6 | 4 | 0 | 2 | 13 | 7  | 6   |
| Montevideo Wanderers | 3   | 6 | 1 | 1 | 4 | 8  | 10 | -2  |
| Unión Huaral         | 3   | 6 | 0 | 3 | 3 | 7  | 17 | -10 |

| 6 marzo 1975         |     |                      |  |            |
| Peñarol              | 1–0 | Montevideo Wanderers |  | Montevideo |
| 8 marzo 1975         |     |                      |  |            |
| Unión Huaral         | 1–1 | Universitario        |  | Lima       |
| 11 marzo 1975        |     |                      |  |            |
| Peñarol              | 5–2 | Unión Huaral         |  | Montevideo |
| 14 marzo 1975        |     |                      |  |            |
| Montevideo Wanderers | 4–0 | Unión Huaral         |  | Montevideo |
| 18 marzo 1975        |     |                      |  |            |
| Montevideo Wanderers | 0–2 | Universitario        |  | Montevideo |
| 21 marzo 1975        |     |                      |  |            |
| Peñarol              | 0–1 | Universitario        |  | Montevideo |
| 26 marzo 1975        |     |                      |  |            |
| Montevideo Wanderers | 1–2 | Peñarol              |  | Montevideo |
| Universitario        | 2–2 | Unión Huaral         |  | Lima       |
| 1º aprile 1975       |     |                      |  |            |
| Universitario        | 3–1 | Montevideo Wanderers |  | Lima       |
| 2 aprile 1975        |     |                      |  |            |
| Unión Huaral         | 0–3 | Peñarol              |  | Lima       |
| 5 aprile 1975        |     |                      |  |            |
| Unión Huaral         | 2–2 | Montevideo Wanderers |  | Lima       |
| 6 aprile 1975        |     |                      |  |            |
| Universitario        | 3–2 | Peñarol              |  | Lima       |

## Semifinali

### Gruppo A
| Squadra        | Pti | G | V | N | P | GF | GS | DR |
| -------------- | --- | - | - | - | - | -- | -- | -- |
| Unión Española | 5   | 4 | 2 | 1 | 1 | 7  | 6  | 1  |
| Universitario  | 4   | 4 | 1 | 2 | 1 | 4  | 4  | 0  |
| LDU Quito      | 3   | 4 | 1 | 1 | 2 | 5  | 6  | -1 |

| 4 maggio 1975  |     |                |  |          |
| LDU Quito      | 0–0 | Universitario  |  | Quito    |
| 7 maggio 1975  |     |                |  |          |
| LDU Quito      | 4–2 | Unión Española |  | Quito    |
| 16 maggio 1975 |     |                |  |          |
| Unión Española | 2–1 | Universitario  |  | Santiago |
| 22 maggio 1975 |     |                |  |          |
| Universitario  | 2–1 | LDU Quito      |  | Lima     |
| 27 maggio 1975 |     |                |  |          |
| Unión Española | 2–0 | LDU Quito      |  | Santiago |
| 3 giugno 1975  |     |                |  |          |
| Universitario  | 1–1 | Unión Española |  | Lima     |

### Grupo B
| Squadra         | Pti | G | V | N | P | GF | GS | DR |
| --------------- | --- | - | - | - | - | -- | -- | -- |
| Independiente   | 4   | 4 | 2 | 0 | 2 | 5  | 4  | 1  |
| Rosario Central | 4   | 4 | 2 | 0 | 2 | 5  | 5  | 0  |
| Cruzeiro        | 4   | 4 | 2 | 0 | 2 | 5  | 6  | -1 |

| 6 maggio 1975   |     |                 |  |                |
| Rosario Central | 2–0 | Independiente   |  | Rosario        |
| 21 maggio 1975  |     |                 |  |                |
| Cruzeiro        | 2–0 | Rosario Central |  | Belo Horizonte |
| 23 maggio 1975  |     |                 |  |                |
| Cruzeiro        | 2–0 | Independiente   |  | Belo Horizonte |
| 30 maggio 1975  |     |                 |  |                |
| Independiente   | 2–0 | Rosario Central |  | Avellaneda     |
| 3 giugno 1975   |     |                 |  |                |
| Rosario Central | 3–1 | Cruzeiro        |  | Rosario        |
| 6 giugno 1975   |     |                 |  |                |
| Independiente   | 3–0 | Cruzeiro        |  | Avellaneda     |

## Finale
| 18 giugno 1975 |     |                |  |            |
| Unión Española | 1–0 | Independiente  |  | Santiago   |
| 25 giugno 1975 |     |                |  |            |
| Independiente  | 3–1 | Unión Española |  | Avellaneda |
| Spareggio      |     |                |  |            |
| 29 giugno 1975 |     |                |  |            |
| Independiente  | 2–0 | Unión Española |  | Asunción   |